# Sallenôves
Sallenôves é uma comuna francesa na região administrativa de Auvérnia-Ródano-Alpes, no departamento da Alta Saboia. Estende-se por uma área de 3.64 km². Em 2010 a comuna tinha 766 habitantes (densidade: 210,4 hab./km²).